# Seattle Reign FC
Seattle Reign FC (bis 2018 Seattle Reign FC, 2019 Reign FC, 2020 bis 2023 OL Reign) ist ein Frauenfußballfranchise aus dem Großraum Seattle. Es wurde 2012 gegründet und spielt seit 2013 in der National Women’s Soccer League, der höchsten Liga im Frauenfußball in den USA.

## Geschichte
Am 24. November 2012 wurde die Gründung einer neuen Frauenfußballprofiliga in den USA bekanntgegeben und dass an dieser ein Team aus Seattle teilnehmen wird. Am 19. Dezember 2012 wurde bekanntgegeben, dass das neue Franchise aus Seattle den Namen Seattle Reign FC tragen wird.
Die Premierensaison der NWSL schloss Seattle bei acht teilnehmenden Franchises auf dem siebten Platz ab und verpasste somit den Einzug in die Meisterschafts-Play-offs. Die Reign blieben dabei während der kompletten ersten Saisonhälfte sieglos und mussten gar in jedem der 22 Saisonspiele mindestens einen Gegentreffer hinnehmen.
In der Saison 2014 konnte sich Seattle überlegen den 1. Platz nach der regulären Saison sichern. Mit insgesamt 16 Siegen aus 24 Spielen hatte man am Ende 13 Punkte Vorsprung auf den Tabellenzweiten FC Kansas City. In den Play-offs erreichte das Team mit einem Sieg über Washington Spirit das Finale, welches es jedoch gegen Kansas mit 1:2 verlor.
Auch im Jahr 2015 belegte das Franchise mit 13 Siegen in 20 Spielen nach der regulären Saison den ersten Platz. Im Halbfinale siegte das Team wie im Vorjahr über Washington Spirit, so dass es in der Neuauflage des Vorjahresfinales wieder zum Duell gegen Kansas City kam. Dieses ging jedoch erneut verloren, wobei Amy Rodriguez das einzige Tor für Kansas erzielen konnte.
Die Saison 2016 beendete Seattle auf dem fünften Platz nach der regulären Saison, womit der Einzug in die Play-offs der vier besten Teams knapp verpasst wurde. Ebenso erging es der Mannschaft im darauffolgenden Jahr 2017, in dem man erneut den fünften Rang belegte.
Erfolgreicher verlief das Jahr 2018, in dem Seattle nach der regulären Saison den dritten Platz belegte und erstmals nach zwei Jahren wieder in die Play-offs einzog. Dort unterlag das Team jedoch im Halbfinale dem Lokalrivalen Portland Thorns FC.
Vor der Saison 2019 zog das Franchise in das ca. 50 km von Seattle entfernte Tacoma um und wurde in Reign FC umbenannt. Zudem übernahmen mehrere Minderheitseigner Anteile am Franchise. Die Spielzeit schloss das Team nach der regulären Saison auf dem vierten Tabellenplatz ab und erreichte damit erneut die Play-offs. Im Halbfinale verlor der Reign FC allerdings gegen den späteren Sieger North Carolina Courage. Nach Saisonende trat der Trainer Vlatko Andonovski von seinem Amt zurück, um zukünftig die US-amerikanische Fußballnationalmannschaft der Frauen zu übernehmen.
Anfang 2020 wurde die OL Groupe, der Eigentümer von Olympique Lyon, der Mehrheitseigner des Reign FC. Vor Beginn der Saison 2020 wurde das Franchise zu OL Reign umbenannt. Neben dem Namen wurden auch Farben und Logo in diesem Zuge angepasst.
Im Januar 2024 erhielt das Franchise seinen ursprünglichen Namen zurück und tritt nun wieder als „Seattle Reign FC“ an.

## Stadien
- Starfire Sports (4.500 Plätze); Tukwila, Washington (2013)
- Memorial Stadium (6.000 Plätze); Seattle, Washington (2014–2018)
- Cheney Stadium (6.500 Plätze); Tacoma, Washington (2019–2022)
- Lumen Field (67.000 Plätze); Seattle, Washington (seit 2022)

Der Seattle Reign FC trug seine Heimspiele im Jahr 2013 im Stadion Starfire Sports in Tukwila aus. Zur Saison 2014 erfolgte der Umzug in das größere und zentraler gelegene Memorial Stadium.
Nach dem Umzug nach Tacoma vor Beginn der Saison 2019 trug das Franchise seine Heimspiele im Cheney Stadium aus. Seit 2022 tritt OL Reign im Lumen Field mit 67.000 Plätzen an. Zu deren Partien werden 10.000 Plätze auf der Ost- und Südseite im Unterrang verfügbar sein.

## Eigentümer
Alleinige Eigentümer des Reign FC waren ursprünglich Bill und Teresa Predmore. Bill Predmore ist CEO der Firma POP, einer Marketing-Agentur in Seattle. Nachdem er mit den Seattle Sounders zusammengearbeitet hatte, kam ihm die Idee ein eigenes Fußballteam zu gründen. Weil es bereits eine Mannschaft aus Seattle in der Major League Soccer gab, gründete er eine Frauenfußballmannschaft. Seine Frau Teresa spielte Fußball an der Oregon State University und entwickelte eine große Leidenschaft dafür.
Seit 2019 halten neben den beiden Haupteigentümern auch die Eigentümergruppe der Tacoma Rainiers (Minor League Baseball) und Tacoma Defiance (bis 2018 Seattle Sounders FC 2) (USL Championship) sowie der Besitzer des Seattle Sounders FC, Adrian Hanauer, und dessen Mutter, Lenore Hanauer, Minderheitsanteile am Reign FC.
Ende 2019 wurden die Eigentümerrechte zu einem großen Teil an die OL Groupe, die Besitzer von Olympique Lyon, verkauft. Diese hält nun 89,5 %, Bill Predmore weiter 7,5 und Tony Parker, Lyons Repräsentant in den USA, 3 %.

## Fangruppierungen
Die größte Fangruppierung ist die Royal Guard. Sie wurde im April 2013 von Matt Banks, Kiana Coleman, Stephanie Van Slageren und Alex Thomas gegründet und war damit der erste offizielle Fanclub eines Frauenfußballvereins in Washington.

## Trainer
- 2013–2017: Laura Harvey
- 2018–2019: Vlatko Andonovski[13]
- seit 2020: Farid Benstiti[14]

## Erfolge
- NWSL Shield: 2014, 2015

## Saisonstatistik
| Jahr | Liga | Regular Season                       | Play-offs                            | Zuschauerdurchschnitt 1              | Erfolgreichste Torschützin 1         |
| ---- | ---- | ------------------------------------ | ------------------------------------ | ------------------------------------ | ------------------------------------ |
| 2013 | NWSL | 7. Platz                             | nicht qualifiziert                   | 2.306                                | Megan Rapinoe (5)                    |
| 2014 | NWSL | 1. Platz                             | Finale                               | 3.632                                | Kim Little (16)                      |
| 2015 | NWSL | 1. Platz                             | Finale                               | 4.060                                | Kim Little (10)                      |
| 2016 | NWSL | 5. Platz                             | nicht qualifiziert                   | 4.602                                | Manon Melis (7)                      |
| 2017 | NWSL | 5. Platz                             | nicht qualifiziert                   | 4.037                                | Megan Rapinoe (12)                   |
| 2018 | NWSL | 3. Platz                             | Halbfinale                           | 3.824                                | Jodie Taylor (9)                     |
| 2019 | NWSL | 4. Platz                             | Halbfinale                           | 5.213                                | Bethany Balcer (6)                   |
| 2020 | NWSL | Wegen der COVID-19-Pandemie abgesagt | Wegen der COVID-19-Pandemie abgesagt | Wegen der COVID-19-Pandemie abgesagt | Wegen der COVID-19-Pandemie abgesagt |
| 2021 | NWSL | 2. Platz                             | Halbfinale                           | 5.240                                | Bethany Balcer (9)                   |
| 2022 | NWSL | 1. Platz                             | Halbfinale                           | 6.844                                | Bethany Balcer, Megan Rapinoe (je 7) |